# Louis Gillet

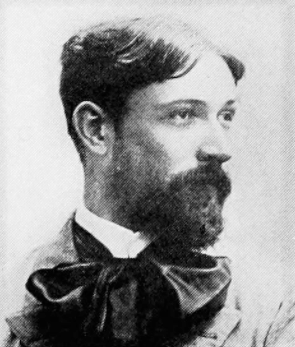
Louis Gillet.

Louis Gillet, född 11 december 1876 i Paris, död där 1 juli 1943, var en fransk konsthistoriker och litteraturhistoriker.
Louis Gillet var en tid professor i konsthistoria i Montreal i Kanada och sedan ett slag intendent vid Musée Jacquemart-André. Gillet publicerade en rad arbeten om fransk och utländsk äldre konst som Nos maîtres d’autrefois: les primitifs français (1904), Raphaèl (1907), Watteau (1921) och La cathédrale de Chartres (1929). Han var en flitig resenär och reseskildrare med verk som Sur les pas de S:t François d’Assise (1927) och Dans les montagnes sacrées: Orta, Varallo, Varèse (1928). Gillet var en betydande litteraturtolkare med intresse särskilt för utländsk litteratur med verk som Lectures étrangères (2 band, 1924–1925), Shakespeare (1931), Dante (1941), Claudel présent (1942) och Claudel Péguy (1946).